# Pardubice VIII
Pardubice VIII, ook bekend onder de naam Hostovice (Duits: Hostowitz, soms ter onderscheiding van andere plaatsen met dezelfde naam: Hostovice u Pardubic), is een stadsdistrict (městský obvod), dorp, kadastrale gemeente en stadsdeel in de Tsjechische stad Pardubice. Pardubice VIII telt 275 inwoners (2021).

## Geschiedenis
- 1244 – De eerste schriftelijke vermelding van Hostovice.
- 2006 – Hostovice wordt geannexeerd door de stad Pardubice.